# Wolfgang Schäuble
Wolfgang Schäuble   (Friburg de Brisgòvia, 18 de setembre de 1942 - Offenburg, 26 de desembre de 2023) fou un advocat i polític alemany, membre de la Unió Demòcrata Cristiana (CDU). Fou ministre federal de l'Interior (2005-2009), ministre federal de Finances (2009-2017) i president del Bundestag (2017-2021). El 2012 rebé el Premi Carlemany per la seva contribució a l'enfortiment i l'estabilització de la Unió Europea.

## Biografia política
Sota el canceller Helmut Kohl fou ministre federal d'Assumptes Especials i cap de la Cancelleria Federal (1989-1991), i després ministre federal de l'Interior (1989-1991). El 12 d'octubre del 1990 fou víctima d'un atemptat comès per un trastornat mental; des d'aleshores fa servir una cadira de rodes. Col·laborador estret de Helmut Kohl, el 1991 fou nomenat portaveu del grup parlamentari CDU-CSU. Després de la derrota del govern de Kohl a les eleccions federals del 1998, Schäuble fou elegit president federal de la CDU al novembre del 1998.
A causa de l'escàndol de finançament il·legal de la CDU, el 2000 Schäuble hagué de dimitir dels seus dos càrrecs com a portaveu del grup i com a president del partit i fou succeït per Angela Merkel, que abans havia sigut secretària general de la CDU. El 2004, Schäuble fou un dels candidats barrejats per ser proposat com a President Federal, però després el seu partit es decantà per Horst Köhler. Finalment, després de l'estreta victòria de la CDU-CSU a les eleccions federals del 2005 i la formació de la gran coalició entre cristianodemòcrates i socialdemòcrates (SPD), Schäuble fou nomenat novament ministre federal de l'Interior en el gabinet d'Angela Merkel.
Després de les eleccions federals del 2009, la cancellera Angela Merkel formà un nou govern de coalició, aquesta vegada compost per la CDU, la CSU i el FDP. En el nou executiu, a Schäuble li fou assignada l'estratègica cartera d'Hisenda, ministeri des del qual es gestionen els fons i pressupostos federals de la hisenda pública alemanya. Aquesta posició de pes s'ha vist notablement incrementada en el context de l'actual implosió econòmica, especialment després de l'esclat de la crisi grega. L'octubre de 2021, Wolfgang Schaüble cedeix el seu lloc de president del Bundestag a Bärbel Bas.

## Posicions polítiques
Des de fa diversos anys, Schäuble destaca per pronunciar-se a favor de més mesures de seguretat per la lluita contra el terrorisme i la criminalitat. Amb aquest objectiu, defensa, entre altres coses, l'ús de les Forces Armades alemanyes (Bundeswehr) a l'interior del país (prohibit per la constitució alemanya i rebutjat per tots els altres partits amb representació parlamentària), l'ús d'informacions obtingudes per serveis secrets estrangers a través de la tortura de sospitosos (rebutjat també per polítics de tots els partits, incloent-hi alguns de la mateixa CDU-CSU), i el rastreig secret a través d'Internet d'ordinadors de persones sospitoses (proposta amb possibilitats d'avançar).
A més, al juliol del 2007 causà una polèmica en suggerir, en una entrevista amb una revista alemanya, l'execució selectiva de terroristes, a més d'internar de forma preventiva o prohibir l'ús de telèfons mòbils i d'Internet a sospitosos de terrorisme contra els quals no es puguin prendre altres mesures. Aquestes propostes foren rebutjades gairebé unànimement per l'opinió pública alemanya, a més del comissari de Justícia i de l'Interior de la Unió Europea, Franco Frattini.
Pel que fa a la política europea, les seves posicions solen associar-se a una línia propera al federalisme continental.
D'altra banda, Schäuble organitza, des del 2006, la Cimera d'Integració entre el govern alemany i les associacions d'immigrants, amb l'objectiu d'acordar un pla conjunt per facilitar la integració dels immigrants a Alemanya.

## Escàndol de donacions a la CDU

Logo de la CDU

El 2 de desembre del 1999, Schäuble, en una reunió del Bundestag alemany, rebé esbroncs de diputats com ara Hans-Christian Ströbele pel seu contacte amb el traficant d'armes Karlheinz Schreiber. Wolfgang Schäuble digué en audiència pública davant el Bundestag alemany, que tingué "en algun moment a finals de l'estiu o principis de la tardor del 1994", "una tarda de xerrada en un hotel en Bonn […] en la qual vaig conèixer un senyor que suposava que dirigia una empresa. Més tard em vaig assabentar que aquest senyor era Schreiber. […] En tot cas, em vaig reunir amb el Sr. Schreiber. Això fou tot ".
El 10 de gener del 2000 Schäuble admeté que el 1994 havia acceptat del condemnat per evasió d'impostos i traficant d'armes Karlheinz Schreiber una donació de 100.000 marcs alemanys a la CDU. El 31 de gener del 2000 es trobà una altra reunió amb Schreiber el 1995. El tresorer de la CDU havia registrat la quantitat com a "altres ingressos".
Schäuble declarà que havia rebut personalment els diners en un sobre de Schreiber a la seva oficina de Bonn. Aquesta dotació s'havia passat "tancada i sense alteracions" a Brigitte Baumeister. Més tard s'assabentà que la donació no fou "tractada adequadament". L'extresorera de la CDU, Brigitte Baumeister, contradigué aquesta versió de Schäuble.
A partir de setembre del 2000, el poble alemany demanà a Schäuble, al Bundestag, que justifiqués "es violaren lleis sota la responsabilitat de la CDU". D'altra banda, també demanà "disculpes sinceres" al desembre del 1999 per la part de veritat que ell havia ocultat del seu contacte amb el traficant d'armes Karlheinz Schreiber.
Els diners, en qualsevol cas aparegueren en cap informe anual de la CDU. S'inicià una investigació contra Schäuble per falsedat en les declaracions relatives a la donació, així com una investigació de Brigitte Baumeister. Segons les dades en el moment del processament és de suposar que es donaren 100.000 marcs alemanys una sola vegada. La sospita era, de fet, sobre la qüestió de si existien dues donacions de 100.000 marcs: la primera vegada com una donació "innòcua" per la campanya de la CDU, i posteriorment com a suborn "sota la taula" per un projecte de defensa. Tampoc no se sap si Schäuble utilitzà les seves connexions amb la Cancelleria Federal (cosa que Schäuble sempre ha negat). Encara no se sap on estan els 100.000 marcs que s'hi deixaren.
És un propagandista de la política de retallades i d'austeritat, que ell justificà amb l'obra del professor de Harvard Kenneth Rogoff, que va adverar-se una teoria caduca, recolzada a un error de càlcul en Excel, palesada per l'estudi del doctorand Thomas Herndon l'abril de 2013.